# 대한민국 민법 제775조
대한민국 민법 제97조는 벌칙에 대한 민법총칙 조문이다. 

## 조문
제775조(인척관계 등의 소멸) ① 인척관계는 혼인의 취소 또는 이혼으로 인하여 종료한다. <개정 1990.1.13>
②부부의 일방이 사망한 경우 생존 배우자가 재혼한 때에도 제1항과 같다. <개정 1990.1.13>

## 참고 문헌
- 오현수, 일본민법, 진원사, 2014. ISBN 978-89-6346-345-2
- 오세경, 대법전, 법전출판사, 2014 ISBN 978-89-262-1027-7
- 이준현, LOGOS 민법 조문판례집, 미래가치, 2015. ISBN 979-1-155-02086-9